# Christian Redl
Christian Redl (Schleswig, 20 de abril de 1948) é um ator e músico alemão. 
É mais conhecido por sua interpretação do General Alfred Jodl no filme A Queda (Der Untergang) de 2004.

## Filmografia
- 1987:   Sierra Leone
- 1990:   Der Hammermörder
- 1994:   Angst
- 1996:   Lea
- 1998:   Das Trio
- 1998:   Der Rosenmörder
- 1999:   Federmann
- 2001:   Ein mörderischer Plan
- 2001:   Späte Rache
- 2002:   Tattoo
- 2003:   Nachts,wenn der Tag beginnt
- 2004:   Der Untergang
- 2005:   Der Elephant - Mord verjährt nie
- 2006:   Als der Fremde kam
- 2006:   Das Geheimnis im Moor
- 2007:   Die Schatzinsel
- 2007:   Yella
- 2008:   Das jüngste Gericht
- 2008:   Krabat[1]

## Discografia (seleção)
- 2003:   François Villon (Musikalisches Hörstück)
- 2003:   Van Gogh. Briefe an seinen Bruder Theo
- 2007:   Baudelaire - Liebesgedichte
- 2008:   Rilke - Liebesgedichte